# Šelest
Šelest v medicíně označuje poslechový fenomén různého původu. Obecně jde o zvuk, který vzniká třením pod povrchem těla. Může jít o tření dvou pevných tkání (dva listy pohrudnice či osrdečníku), tření krve o vnitřní povrch cévy či srdce nebo také tření vzduchu o vnitřní povrch dýchacích cest. Šelesty tak můžeme rozdělit podle mechanismu jejich vzniku a místa jejich poslechu.

## Srdeční šelesty
Šelest vzniká, pokud rychlost krevního toku či převrácená hodnota krevní viskozity přesáhne určitou mez, která je dána parametry cévy - jejím zúžením či nerovností její stěny. U srdečního šelestu popisujeme místo jeho maximální slyšitelnosti na povrchu těla, hodnotíme jeho šíření a hlasitost, přičemž maximum hlasitosti obvykle odpovídá místu vzniku šelestu a směr šíření poukazuje na směr toku krve. Šelesty mohou být systolické či diastolické a nacházíme je nejčastěji u postižení chlopní nebo u septálních defektů. Kromě samotného šelestu na poslechovém nálezu hodnotíme další přídatné fenomény.

## Perikardiální třecí šelest
Perikardiální třecí šelest vzniká při tření vnitřní a vnější vrstvy osrdečníku, k čemuž dochází při jeho zánětu (perikarditidě). Připomíná zvuk vrzání při chůzi po sněhu.

## Dýchací šelesty
Dýchací šelest vzniká při průchodu vzduchu vibrací dýchacích cest či plicních sklípků. Jako fyziologické označujeme sklípkové a trubicovité dýchání, pokud jejich poslechový nález není patologicky umístěn či jejich intenzita překračuje fyziologickou mez. Z vedlejších dýchacích šelestů popisujeme šelesty vlhké (chropy a chrůpky) suché (pískoty a vrzoty) a krepistus.

## Pleurální třecí šelest
Vzniká velmi podobně jako perikardiální třecí šelest a má i podobný poslechový nález. Je známkou suchého zánětu pohrudnice.

## Šelest štítné žlázy
Šelest nad štítnou žlázou slyšíme u parenchymatózní strumy nejčastěji u Gravesovy–Basedowovy nemoci. Struma je zvýšeně vaskularizovaná a kromě slyšitelného šelestu může pulzovat a je nad ní hmatný vír. Taková struma je označována „struma pulsans, vibrans et fremens“.